# クロード・ピュエル
クロード・ピュエル（Claude Puel, 1961年9月2日 - ）は、フランス・カストル出身の元サッカー選手、サッカー指導者。ポジションはMF。息子のグレゴワール・ピュエルもサッカー選手。

## 経歴

### 現役時代
地元カストルのチームに9年間所属した後、1977年からASモナコのユースに移籍。1979年に同チームでプロデビューを果たすと、そのままチームを代えることなくプレーし、1996年に引退した。在籍は17年を数え、1982年および1988年にはリーグ優勝も経験している。

### 指導者転身後
現役を退いた後もASモナコに残り、フィジカルトレーナーやリザーブチームの監督を務めた。さらに1999年1月、Aチームの監督に就任し、4位でシーズンを終えると、続く1999-2000シーズンにはチームを優勝に導いた。しかしながら翌シーズンは低迷し、モナコとの契約は延長されることなくユース時代から24年在籍したチームを去ることとなった。
モナコ退団後はすぐさまリールの監督に就任。ここでの初シーズンを5位で終えると、2004-05シーズンは2位という成績を上げ、UEFAチャンピオンズリーグの出場権を獲得する。すると翌シーズン、クラブ初となる同リーグの決勝トーナメント進出を果たした。トーナメント1回戦のマンチェスター・ユナイテッドFC戦では健闘したものの敗退し、ベスト16に終わった。
2008年からはオリンピック・リヨンの監督に就任している。しかし、チームを掌握できずにリーグ戦8連覇を逃し、ピュエル自身の評価も大暴落してしまった。2009-10シーズンは真価が問われる1年となったが、カリム・ベンゼマやジュニーニョ・ペルナンブカーノといったチームを支え続けた主力選手の抜けた穴は大きく、序盤からチームは低迷したままリーグ戦の前半を終えた。しかし、後半戦になると徐々に持ち直し、UEFAチャンピオンズリーグ 2009-10でもレアル・マドリード、FCジロンダン・ボルドーといった強豪を倒し、初のベスト4進出を果たした。最終的にリーグ戦2位でシーズンを終えたため、なんとか首の皮が繋がり2010-11シーズンも引き続き指揮を執ることになった。ジミー・ブリアン、ヨアン・グルキュフといった攻撃的な選手を加えたことで攻撃力はアップされたが、守備陣に関してはほとんど補強されなかったことで戦力的なバランスの悪さは最後まで解消せず、リーグ戦は3位にとどまった。在任3年間で7連覇がストップしたばかりか結局一つもタイトルは獲れず、2011年6月20日に解任された。
2012-13シーズンからOGCニースの監督に就任。
2016年6月30日、サウサンプトンFCの監督に就任した。
クラブとして38年ぶりにフットボールリーグカップ決勝に進出するなどしたが、リーグ戦は8位に終わった。シーズン終了後の6月14日、解任された。
2017年10月25日、クレイグ・シェイクスピアの後任としてレスター・シティFCの監督に就任した。が、2019年2月24日付で解任された。
2019年10月、ASサンテティエンヌの監督に2022年までの契約で就任した。

## 監督成績
2021年12月5日現在
| クラブ           | 国               | 就任           | 退任          | 記録 | 記録 | 記録 | 記録 | 記録   |
| クラブ           | 国               | 就任           | 退任          | 試   | 勝   | 分   | 敗   | 勝率   |
| ---------------- | ---------------- | -------------- | ------------- | ---- | ---- | ---- | ---- | ------ |
| モナコ           | フランスの旗     | 1999年1月13日  | 2001年6月30日 | 113  | 56   | 24   | 33   | 049.56 |
| リール           | フランスの旗     | 2002年7月1日   | 2008年6月17日 | 299  | 119  | 94   | 86   | 039.80 |
| リヨン           | フランスの旗     | 2008年6月18日  | 2011年6月20日 | 156  | 76   | 44   | 36   | 048.72 |
| ニース           | フランスの旗     | 2012年5月23日  | 2016年5月24日 | 169  | 69   | 38   | 62   | 040.83 |
| サウサンプトン   | イングランドの旗 | 2016年6月30日  | 2017年6月14日 | 53   | 20   | 13   | 20   | 037.74 |
| レスター・シティ | イングランドの旗 | 2017年10月25日 | 2019年2月24日 | 67   | 23   | 18   | 26   | 034.33 |
| サンテティエンヌ | フランスの旗     | 2019年10月4日  | 2021年12月5日 | 88   | 26   | 23   | 39   | 029.55 |
| 合計             | 合計             | 合計           | 合計          | 945  | 389  | 254  | 302  | 041.16 |